# トーヨーコーケン
トーヨーコーケン株式会社（TOYOKOKEN K.K. ）は、機械メーカー。東京都に本社を置き、山梨県に本店・工場を置いている。トーヨーカネツの完全子会社。

## 会社概要
電動ウインチ・ホイスト、荷揚機、コンベヤ、バランサ、産業用ロボット等の設計、制作、施工、販売を行っている。

## 沿革
- 1957年2月 - 横浜市神奈川区に工研工業株式会社として創立。
- 1958年4月 - 電動ウインチ（製品名マイティプラー）を開発。ウインチ専門メーカーとなる。
- 1959年11月 - 社名を東洋工研工業株式会社に変更。
- 1964年10月 - 本社を横浜市戸塚区に移転。
- 1973年7月 - 株式額面変更目的でトーヨーコーケン株式会社（旧辰巳機工株式会社）に吸収合併。
  - 10月 - 日本証券業協会店頭売買銘柄に登録。
- 1986年3月 - マンネスマン・デマーグと日本総代理店契約。搬送設備機器の販売を開始。
- 1992年4月 - スイス・フラン建転換社債発行。
- 2000年1月 - トーヨーカネツからコンベヤ事業を継承。
- 2001年8月 - ロボット、バランサの製造・販売を業とするメドマンの全株式を取得し子会社化。
- 2002年1月 - 製造本部・技術部をメドマンに移設。
  - 2月 - 本社を横浜市西区に移転。
  - 10月 - 子会社メドマンを吸収合併。
- 2003年8月 - 本社を東京都江東区に移転。
- 2004年7月 - 本店を山梨県南アルプス市に移転。
  - 12月 - 日本証券業協会への店頭登録を取り消しジャスダックに株式を上場。
- 2012年3月 - ジャスダック上場廃止
  - 4月 - 株式交換により、トーヨーカネツ株式会社の完全子会社となる[2]。